# Иршен
Иршен (нем. Irschen) — коммуна (Gemeinde) в Австрии, в федеральной земле Каринтия.
Входит в состав округа Шпитталь. Население составляет 2060 человек (на 31 декабря 2005 года). Занимает площадь 33,35 км². Официальный код — 2 06 11.

## Политическая ситуация
Бургомистр коммуны — Готтфрид Мандлер (СДПА) по результатам выборов 2003 года.
Совет представителей коммуны (нем. Gemeinderat) состоит из 19 мест.
- СДПА занимает 10 мест.
- АНП занимает 7 мест.
- другие: 2 места.